# Casting Crowns
Casting Crowns er et kristen band, hvis spillestil er soft rock. Bandet har vundet en Grammy award og 28 Dove Awards. Bandet blev skabt i 2003 af præsten Mark Hall, som i dag er forsanger i bandet. Han var dengang præst i en baptistkirke i Florida.
I 2003 udkom albummet Casting Crowns. Dette album gjorde bandet til et af de hurtigst sælgende kristne debut bands nogensinde. 
Casting Crowns har haft en enorm succes i USA, men de har også spillet her i Danmark. I sommeren 2007 spillede de i Århus

## Diskografi
- Casting Crowns (2003)
- Live from Atlanta (dobbelt disc med live CD og live DVD) (2004)
- Lifesong (2005)
- Lifesong Live (dobbelt disc med CD og DVD) (2006)
- The Altar and the Door (august 28, 2007)
- Peace on earth (jul, 2008)
- Until The Whole World Hears (2009)
- Come To The Well (2011)
- Thive (2014)

## Medlemmer
- Mark Hall – Forsanger
- Juan DeVevo – akustisk guitar, elektrisk guitar, kor
- Melodee DeVevo – violin, kor
- Hector Cervantes – elektrisk guitar, kor
- Chris Huffman – bas, guitar
- Megan Garrett – keyboard, harmonika, kor
- Andy Williams – trommer

## External links
- Casting Crowns officielle hjemmeside
- Casting Crowns på MySpace